# 페이퍼 마리오 1000년의 문
《페이퍼 마리오 1000년의 문》(영어: Paper Mario: The Thousand-Year Door)은 인텔리전트 시스템즈가 개발하고 닌텐도가 배급한 2004년 롤플레잉 비디오 게임이다. 《마리오》의 하위 시리즈 《페이퍼 마리오》의 두 번째 게임이자 《마리오 스토리》의 후속작이다. 일본판 제목은 《페이퍼 마리오 RPG》이다.
《페이퍼 마리오 1000년의 문》의 게임 요소는 대부분이 전작인 닌텐도 64용 페이퍼 마리오에서 빌려 온 것들이다. 예를 들면 턴제 방식의 전투와 강조된 액션, 그리고 페이퍼 테마 등이다. 플레이어는 기본적으로 주인공인 마리오를 컨트롤하고, 일부 상황에서는 피치나 쿠파도 컨트롤이 가능하다. 이 게임의 스토리는 메가 밧텐 군단(メガバッテン, X-nauts)으로부터 7개의 크리스탈 스타를 되찾고 피치를 구해내기 위한 마리오의 모험을 다루고 있다.
2007년에 Wii 플랫폼으로 개발된 후속작 《슈퍼 페이퍼 마리오》가 발매됐다. 2024년, 리메이크가 닌텐도 스위치로 출시됐다.

## 게임 플레이
이 게임의 시점은 3차원의 배경과 2차원의 종이로 만든 듯한 캐릭터가 합쳐진 모습이다. 마리오의 능력은 주로 종이 비행기나 종이 배 등 종이와 관련되어 있는 게 특징이며, 게임의 환경 또한 이에 맞추어 종이로 된 물체에 바람을 불면 그 물체를 움직일 수도 있다. 게임의 특정한 부분에서는 쿠파로 슈퍼 마리오브라더스 풍의 레벨을 플레이할 수 있고 대부분의 챕터 마지막에 메가 밧텐 군사 요새를 배경으로 피치로 플레이할 수 있다.

### 전투
전투 방식은 전작인 페이퍼 마리오와 슈퍼 마리오 RPG의 전투와 비슷한 턴제 방식이다. 플레이어는 자신의 턴이 되면 메뉴에서 공격, 스킬, 아이템 중 하나를 선택할 수 있으며, 공격 시 타이밍을 정확하게 맞추어 버튼을 누르면 적에게 추가로 데미지를 입힐 수 있다.(이는 후에 마리오 & 루이지에서 쓰이게 된다.) 게임 내에서 마리오의 파티원들은 전작과 달리 각자의 체력을 가지고 있으며 마리오처럼 데미지를 입을 수도 있다. 파티원들 중 한 명의 체력이 전부 소모되면 다시 회복할 때까지 그 파티원을 전투에 사용할 수 없지만, 마리오의 체력이 전부 소모되면 게임 오버가 된다. 스킬을 사용하는 데에 플라워 포인트(FP)는 마리오와 파티원들이 서로 공유한다. 적과의 전투에서 승리 시에는 스타 포인트가 주어지며, 100개의 스타 포인트를 모으면 레벨 업과 동시에 3개의 능력치(HP,FP,BP) 중 하나를 골라서 올릴 수 있게 된다. 전투는 관중들이 보는 무대 위에서 이루어지는데, 플레이어가 전투에서 어필을 잘 하면 관중들이 스타 포인트를 주거나, 아이템을 던져 주거나, 적에게 데미지를 입히기도 한다. 그와 반대로 플레이어가 전투에서 형편없는 어필을 보이면 관중들이 플레이어에게 물건을 던져 데미지를 입히거나 자리를 떠나는 경우도 있다.

### 파트너
마리오의 파티원들은 각각의 능력을 가지고 있어 비전투 시에는 게임 내의 장애물들을 통과하거나 할 때 마리오에게 도움을 주는 역할을 한다. 예를 들어 크리스틴(クリスチーヌ, Goombella)은 마리오에게 장애물이나 적들에 관한 조언을 해 주며, 노코타로(ノコタロウ, Koops)는 등껍질을 이용해 멀리 있는 물체를 가격할 수 있다.

### 스토리
이야기의 시작점은 고로츠키 타운(ゴロツキタウン, Roguepart). 대홍수로 인해 해저에 가라앉은 마을이 있던 자리에 지어진 마을이다. 버섯 왕국을 여행하던 피치 공주는 우연히 이 마을에서 보물 지도를 발견하지만, 의문의 적들에게 납치당하고 만다. 피치 공주를 구하기 위해 고로츠키 타운에 온 마리오는 프랭크리 교수(フランクリ先生, Professor Frankly)와 크리스틴의 도움으로 보물 지도는 '천년의 문'을 열기 위한 7개의 크리스탈 스타의 위치를 나타낸다는 걸 알게 된다. 피치가 크리스탈 스타를 찾고 있다는 가정 하에, 마리오는 지도를 이용하여 피치가 있는 위치를 알아내려 한다.

## 역사
2003년, 닌텐도는 게임 개발자 회의에서 처음으로 페이퍼 마리오 RPG를 발표하기에 이른다. 발매 전, 이 게임은 닌텐도 64용인 페이퍼 마리오의 후속작으로 일본에는 마리오 스토리 2, 미국에는 페이퍼 마리오 2로 알려진 상태였다.
2004년, E3에서 이 게임의 베타 버전이 공개된다. 당시 베타 버전에서는 첫 번째 보스 성과 쿠파 스테이지 등을 강조했다.
같은 해 10월 11일, 페이퍼 마리오 RPG가 페이퍼 마리오 - 천년의 문이라는 제목으로 미국에서 발매되었다.
이 게임의 후속작인 슈퍼 페이퍼 마리오는 2007년 인텔리전트 시스템 제작, Wii로 발매되었다. 슈퍼 페이퍼 마리오는 플랫포머 기반에 중점을 둔 게임으로 페이퍼 마리오 RPG와는 다른 세계관을 가지고 있으나, 전작의 캐릭터들과 관련된 이스터 에그를 포함하고 있다.

## 평가
이 게임은 2005년 AIAS로부터 '금년의 RPG 게임'으로 선정되고, 공식 닌텐도 매거진의 '최고의 닌텐도 게임' 100위 중 58위를 차지했다. 일본에서는 이 게임이 발매된 지 1주일 만에 159,000부가 팔렸으며, 총 409,000부가 판매되었다. 미국에서의 판매량은 123만 부를 돌파했다.

## 같이 보기
- 마리오 시리즈의 연도별 목록
- 페이퍼 마리오
- 슈퍼 페이퍼 마리오

## 참조

### 주해
1. ↑  일본어: ペーパーマリオRPG